# Lichtenberg (Oberfranken)

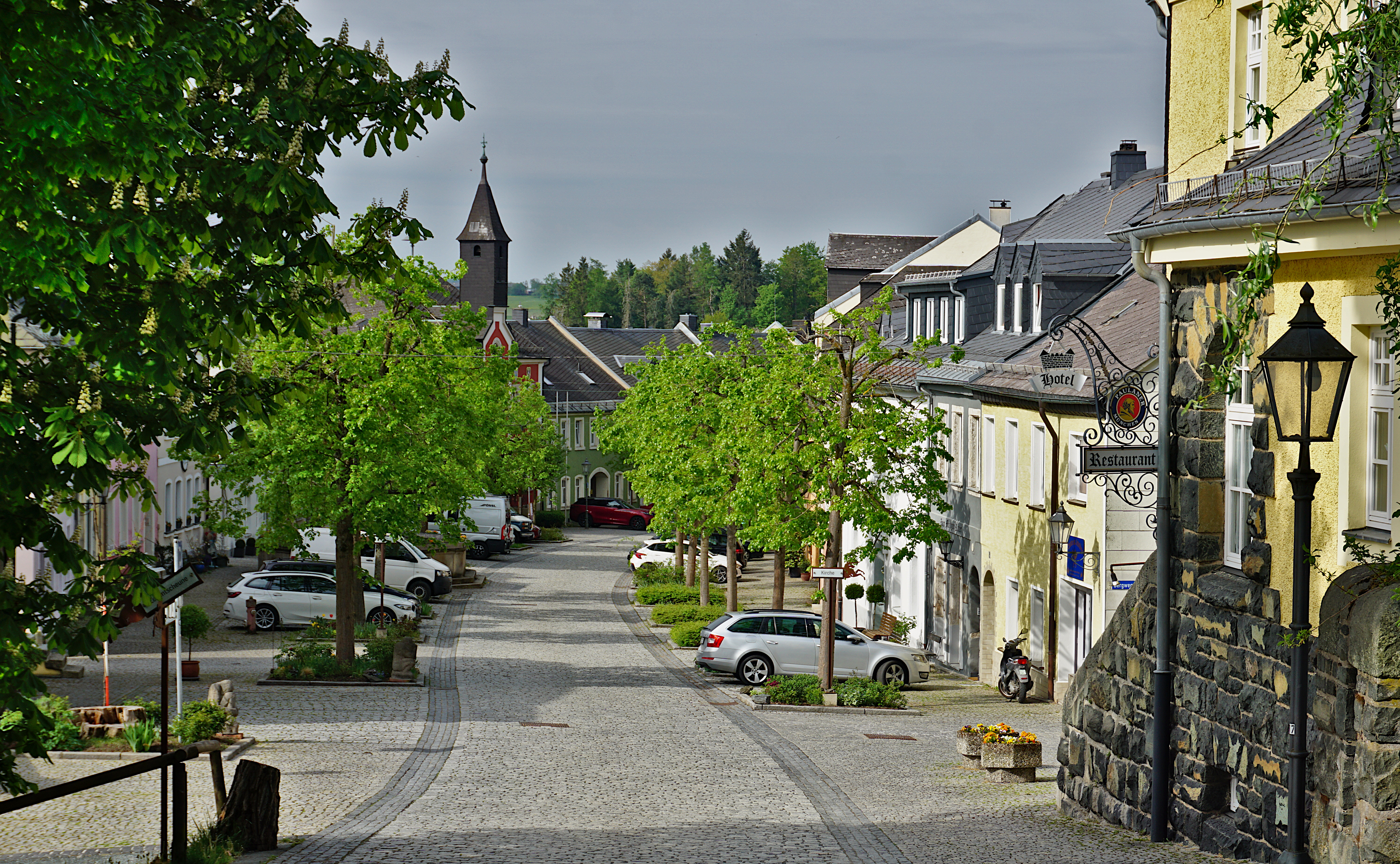
Der Marktplatz

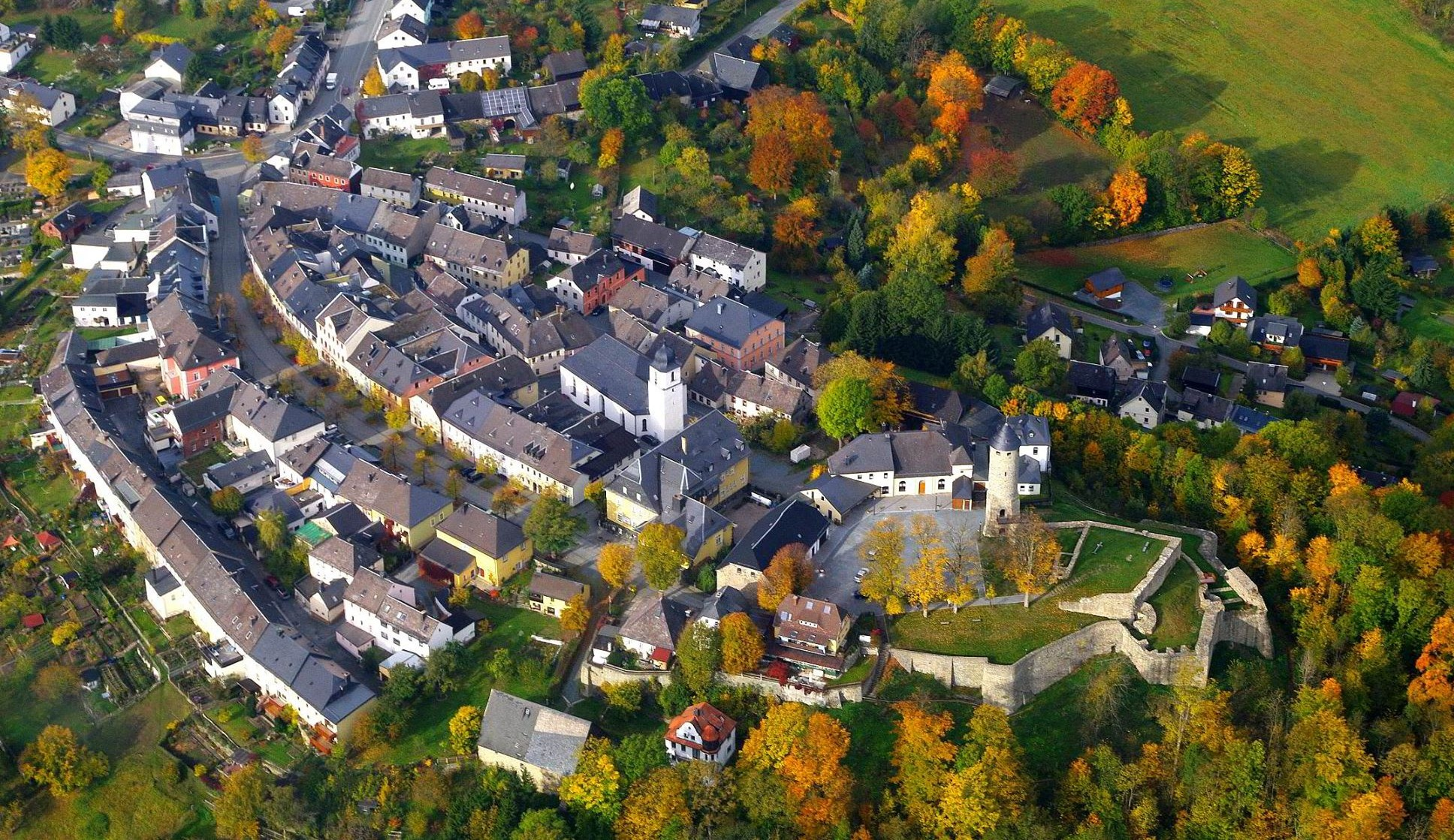
Lichtenberg: Altstadt und Burgruine

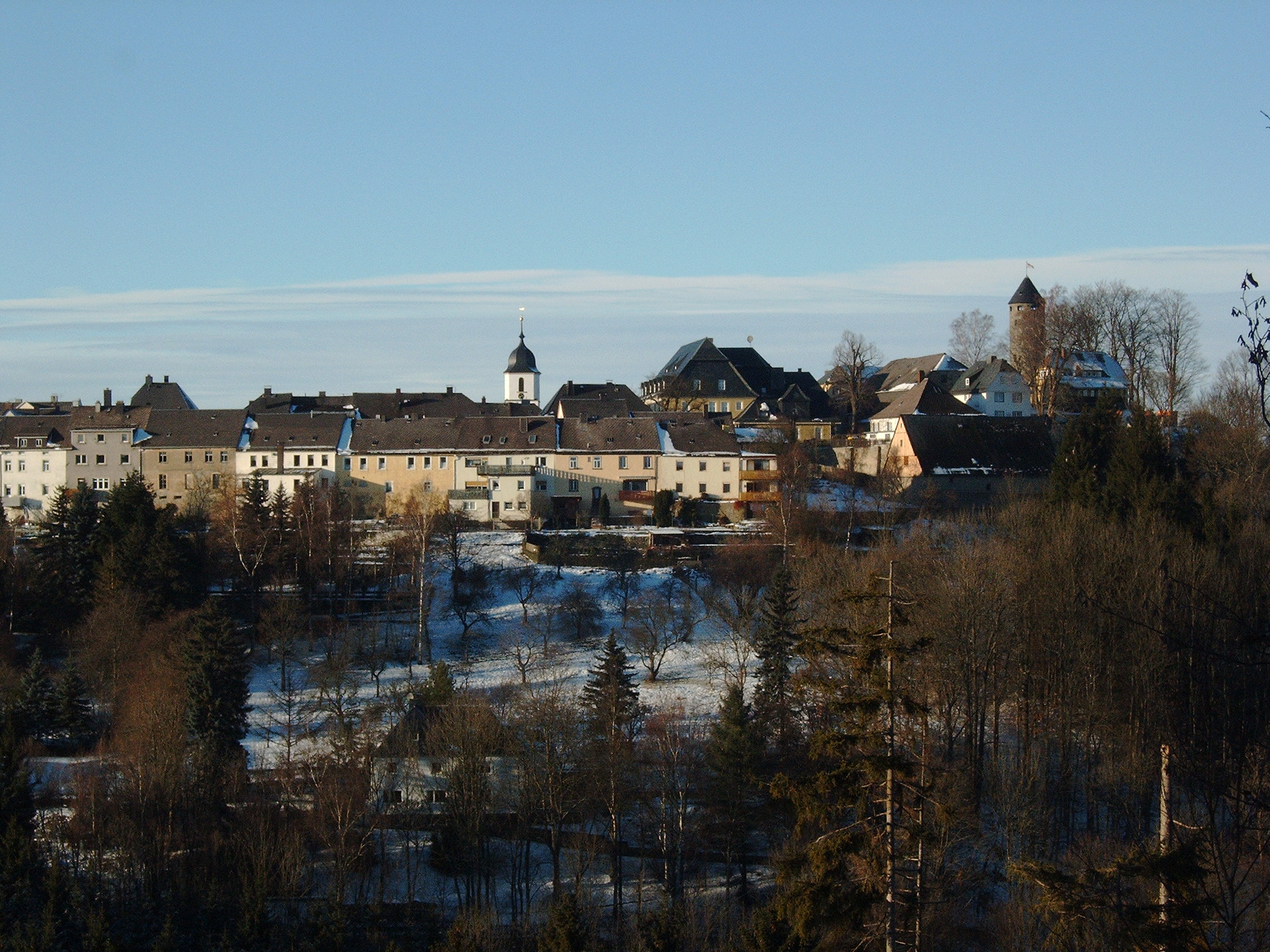
Lichtenberg von Südosten

Lichtenberg ist eine Stadt im oberfränkischen Landkreis Hof in Bayern. Die malerische Altstadt schließt unmittelbar an die Ruine der Burg Lichtenberg an.
Lichtenberg liegt im Frankenwald und ist nach der Einwohnerzahl eine der kleinsten Städte Deutschlands (Platz 13, Stand 31. Dezember 2022) und die zweitkleinste Stadt Bayerns. Sie besitzt seit mehr als 670 Jahren die Stadtrechte.

## Geografie
Die Stadt liegt auf einem Berg über dem Höllental, das vom Fluss Selbitz durchflossen wird. Die Stadt gehört zum Naturpark Frankenwald und grenzt an das Nachbarbundesland Thüringen.

### Gemeindegliederung
Es gibt acht Gemeindeteile (in Klammern ist der Siedlungstyp angegeben):
- Blechschmidtenhammer (Weiler)
- Dörflas (Weiler)
- Dorschenmühle (Einöde)
- Friedensgrube (Einöde)
- Friedrich-Wilhelm-Stollen (Einöde)
- Höllenthal (Einöde)
- Lichtenberg (Hauptort)
- Selbitzmühle (Einöde)

Es gibt auf dem Gemeindegebiet nur die Gemarkung Lichtenberg. Sie hat eine Fläche von 9,470 km² und ist in 1841 Flurstücke aufgeteilt, die eine durchschnittliche Fläche von 5144 m² haben. In ihr liegen sämtliche Gemeindeteile.

### Nachbargemeinden
|            | Rosenthal am Rennsteig                      |         |
|            | Kompassrose, die auf Nachbargemeinden zeigt | Issigau |
| Bad Steben | Naila                                       |         |

## Geschichte
Die Ursprünge der Burg reichen bis 814 zurück. Belegt sind Neubau und Erweiterung im 12. Jahrhundert durch die Herzöge von Meranien. 1248 kamen Ort und Burg durch Erbschaft an die Grafen von Orlamünde. Im Jahr 1337 wurde Lichtenberg erstmals urkundlich erwähnt und als Stadt bezeugt. 1427 ging Lichtenberg durch Kauf durch Caspar von Waldenfels, damals markgräflich-brandenburgischer Hauptmann in Hof, vom Grafen Sigismund von Orlamünde in den Besitz der Freiherren von Waldenfels über, die es zu ihrem Familiensitz machten. Im Kriegszug der Hussiten wurde Lichtenberg unter Caspar von Waldenfels erfolgreich verteidigt.
Caspars Söhne Hans und Fritz lösten 1441 die Waldenfelser Fehde aus, in deren Verlauf Lichtenberg 1444 der Belagerung durch ein Nürnberger Heer standhielt und dieses schließlich zum Abzug zwingen konnte. In der weiteren Folge mussten allerdings Hans und Fritz 1446 die brandenburgische Lehenshoheit über Lichtenberg anerkennen. Hans’ Sohn Heinz erbte 1481 die Herrschaft Lichtenberg. Heinz’ Urenkel Hans Rudolf und Christoph verkauften die Herrschaft Lichtenberg 1618 für 100.000 Gulden an den Fürsten Janusz Radziwiłł. Das Waldenfelser Wappen, ein silbernes springendes Einhorn auf blauem Grund, ist noch Bestandteil des Lichtenberger Stadtwappens.
Ende März 1634, im Dreißigjährigen Krieg, setzten katholische Landsknechte das zum evangelischen Markgrafentum Bayreuth gehörende Lichtenberg in Brand und vergingen sich anschließend an den Einwohnern.
Vom Spätmittelalter bis 1792 gehörte die Stadt zum zollerschen Fürstentum Brandenburg-Bayreuth.
Zur Realgemeinde Lichtenberg gehörte Blechschmidtenhammer, Dorschenmühle und Selbitzmühle. Gegen Ende des 18. Jahrhunderts bestand Lichtenberg aus 87 Anwesen und einer Kirche. Die Hochgerichtsbarkeit sowie die Vogtei hatte das Kasten- und Richteramt Lichtenberg. Grundherren waren
- die Stadt Lichtenberg: 57 Häuser, 22 Tropfhäuser, 4 Viertelhäuser;
- die Pfarrei Lichtenberg: Badestube;
- herrschaftlicher Besitz: Mälzerei, Amtshaus, Fronfeste mit Kerker, Wildmeisterei;
- die Gemeinde: Schulhaus, Hospital, bürgerliches Brauhaus, Rathaus.[9]

1792 fiel das ehemalige Kämmereiamt Lichtenberg zusammen mit dem Fürstentum Bayreuth an Preußen. Im Frieden von Tilsit 1807 trat Preußen das Fürstentum Bayreuth an Frankreich unter Napoleon Bonaparte ab; 1810 wurde das Fürstentum Bayreuth – und damit auch die Stadt Lichtenberg – von den Franzosen an das Königreich Bayern verkauft.
Von 1797 bis 1810 unterstand Lichtenberg dem Justiz- und Kammeramt Hof. Infolge des Ersten Gemeindeedikts wurde 1812 der Steuerdistrikt Lichtenberg gebildet. Zu diesem gehörten Blechschmidtenhammer, Dörflas, Dorschenmühle, Friedensgrube, Friedrich-Wilhelm-Stollen, Hölle, Höllenthal, Kleinschmieden und Selbitzmühle. Zugleich entstand die Munizipalgemeinde Lichtenberg, ein Magistrat II. Klasse, die deckungsgleich mit dem Steuerdistrikt war mit Ausnahme von Hölle und Kleinschmieden, die nach Marxgrün gemeindet waren. Lichtenberg war in Verwaltung und Gerichtsbarkeit dem Landgericht Naila zugeordnet und in der Finanzverwaltung dem Rentamt Lichtenberg (1919 in Finanzamt Lichtenberg umbenannt, seit 1955 Finanzamt Naila). Ab 1862 gehörte Lichtenberg zum Bezirksamt Naila (1939 in Landkreis Naila umbenannt). Die Gerichtsbarkeit blieb beim Landgericht Naila (1879 in Amtsgericht Naila umgewandelt).
Im Zweiten Weltkrieg, am 12. Mai 1944 zwischen 14.20 und 14.25 Uhr, war Lichtenberg das Ziel eines US-amerikanischen Luftangriffs. Zwei Pulks aus einem Verband von 295 Bombenflugzeugen des Typs Boeing B-17 „Flying Fortress“ warfen insgesamt 442 Bomben auf die als Ausweichziel klassifizierte Stadt ab. Fünf Wohngebäude wurden völlig zerstört; ein Einwohner kam ums Leben, sechs Personen wurden schwer verletzt.

## Einwohnerentwicklung
Im Zeitraum 1988 bis 2018 sank die Einwohnerzahl von 1080 auf 1051 um 29 bzw. um 2,7 %. Am 31. Dezember 1999 hatte die Stadt 1200 Einwohner.

Einwohnerentwicklung von Lichtenberg von 1840 bis 2016

Gemeinde Lichtenberg
| Jahr      | 1819   | 1840   | 1852   | 1861   | 1867   | 1871   | 1875   | 1880   | 1885   | 1890   | 1895   | 1900   | 1905   | 1910   | 1919   | 1925   | 1933   | 1939   | 1946   | 1950   | 1961   | 1970   | 1987   | 2000 | 2010   | 2015   | 2022   |
| Einwohner | 902    | 989    | 933    | 915    | 869    | 832    | 846    | 862    | 813    | 839    | 765    | 961    | 892    | 929    | 951    | 978    | 982    | 949    | 1411   | 1481   | 1274   | 1283   | 1142   | 1199 | 1101   | 1012   | 1023   |
| Häuser    |        |        |        |        |        | 124    |        |        | 113    | 115    |        | 117    |        |        |        | 130    |        |        |        | 163    | 208    |        | 447    |      |        | 470    | 472    |
| Quelle    | [ 11 ] | [ 14 ] | [ 14 ] | [ 15 ] | [ 16 ] | [ 17 ] | [ 18 ] | [ 19 ] | [ 20 ] | [ 21 ] | [ 14 ] | [ 22 ] | [ 14 ] | [ 23 ] | [ 14 ] | [ 24 ] | [ 14 ] | [ 14 ] | [ 14 ] | [ 25 ] | [ 26 ] | [ 27 ] | [ 28 ] |      | [ 29 ] | [ 29 ] | [ 30 ] |

Ort Lichtenberg
| Jahr      | 1769   | 1799   | 1819   | 1861   | 1871   | 1885   | 1900   | 1925   | 1950   | 1961   | 1970   | 1987   |
| Einwohner | 570    | 800    | *880   | 841    | 772    | 746    | 881    | 873    | 1327   | 1213   | 1223   | 1100   |
| Häuser    | 90     | 120    |        |        |        | 103    | 107    | 116    | 148    | 194    |        | 432    |
| Quelle    | [ 31 ] | [ 31 ] | [ 11 ] | [ 15 ] | [ 17 ] | [ 20 ] | [ 22 ] | [ 24 ] | [ 25 ] | [ 26 ] | [ 27 ] | [ 28 ] |

## Politik

### Stadtrat
Der Stadtrat für die Wahlperiode 2020–2026 besteht aus zwölf Ratsmitgliedern und dem Ersten Bürgermeister. Nach der Kommunalwahl am 15. März 2020 setzt sich der Stadtrat zusammen aus:
- CSU/Unabhängige Lichtenberger Bürger: 6 Sitze
- SPD: 5 Sitze
- Liste 4: 1 Sitz

### Bürgermeister
- 1980–0000 Herbert Heinel
- 0000–2004 Dieter Köhler († 13. November 2004)
- 2005–2014 Elke Beyer (SPD/Freie Wähler)
- 2014–2020 Holger Knüppel (CSU/Unabhängige Lichtenberger Bürger, † 16. Februar 2020)
- 2020–0000 Kristan von Waldenfels (CSU/Unabhängige Lichtenberger Bürger)

Bürgermeisterwahl 2020
In der Stichwahl am 29. März 2020 wurde der 19-jährige Jura-Student Kristan von Waldenfels (CSU/ULB) bei einer Wahlbeteiligung von 84,4 Prozent mit 52,5 Prozent der Stimmen zum ehrenamtlichen ersten Bürgermeister gewählt. Er ist seit 1. Mai 2020 im Amt und jüngster Erster Bürgermeister einer kreisangehörigen Gemeinde in Bayern.

### Städtepartnerschaften
- Österreich: Lichtenberg hat seit 1994 eine Städtepartnerschaft mit Lichtenberg in Oberösterreich.[35]

### Wappen und Flagge
Wappen
| Wappen von Lichtenberg (Oberfranken) | Blasonierung: „In Silber auf silbernen Felsblöcken stehend eine rote Burg mit drei blau bedachten Türmen; anschließend rechts ein kleines Gebäude, links ein bedachter Torweg; aus dem blauen Tor springt ein golden bewehrtes silbernes Einhorn.“ |
| Wappen von Lichtenberg (Oberfranken) | Wappenbegründung: Nach einer Wappensage soll Lichtenberg 1444 ein Wappen verliehen bekommen haben. Aus dieser Zeit stammt auch ein Siegel mit der Umschrift S. der stat lichtenberg. Es zeigt eine Burg auf einem Felsenberg und das Einhorn aus dem Wappen der Herren von Waldenfels, die um 1430 die Stadt und Herrschaft Lichtenberg von den Grafen von Orlamünde gekauft hatten. Das Bild ist unverändert in einem Siegel um 1750 zu sehen. In einer Zeichnung von 1812 ist das Einhorn braun, neben dem linken Torturm erscheint eine rote Fahne. Die Richtigstellung des Wappens nach dem ältesten Siegelabdruck und einer Zeichnung von 1767 erfolgte im Jahr 1952. |

Flagge
Die Gemeindeflagge ist rot-weiß.

### Verwaltungsgemeinschaft
Lichtenberg ist Sitz der Verwaltungsgemeinschaft Lichtenberg, deren Mitglied diese ist.

## Kultur und Sehenswürdigkeiten

### Musik

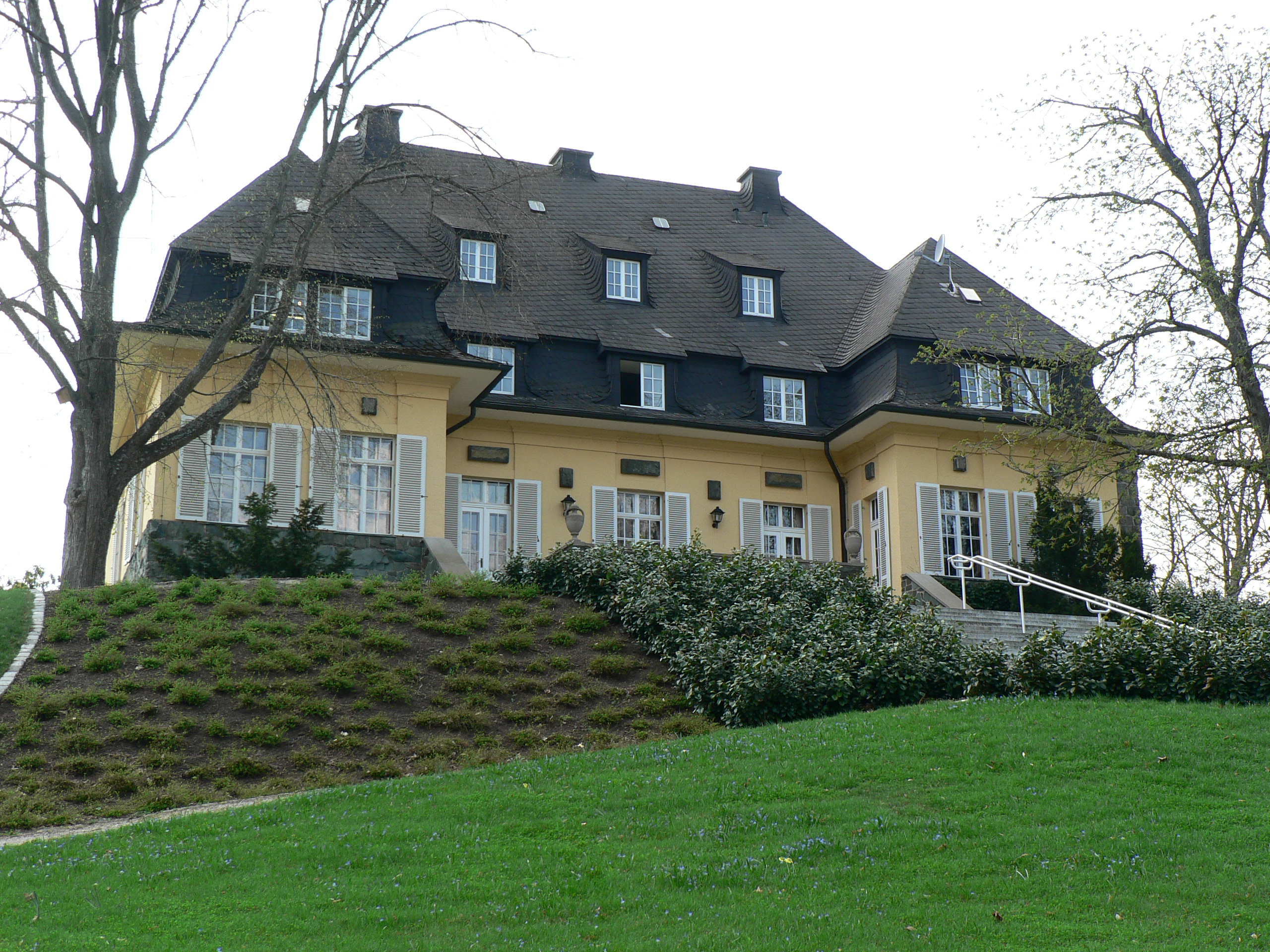
Haus Marteau

In Lichtenberg befindet sich die Internationale Musikbegegnungsstätte Haus Marteau in Trägerschaft des Bezirks Oberfranken. Dort werden ganzjährig Meisterkurse angeboten sowie der dreijährlich stattfindende Internationale Violinwettbewerb Henri Marteau ausgerichtet.
Nach vier Jahren Bauzeit wurde Ende August 2021 im Haus Marteau ein neuer Konzertsaal eröffnet. Mit seinen „Granitspitzen“, die für eine außergewöhnliche Akustik sorgen, gilt er als architektonische Weltneuheit. Der Umstand, dass Alexander von Humboldt in Lichtenberg als Bergbauingenieur tätig gewesen war, inspirierte den Architekten Peter Haimerl zur Konzeption einer Art „Konzertstollens“. Der Saal beeindruckt mit mächtigen Granitkeilen an der Decke, die bis zu 13 Meter lang und bis zu vier Meter breit sind.

### Burgfest

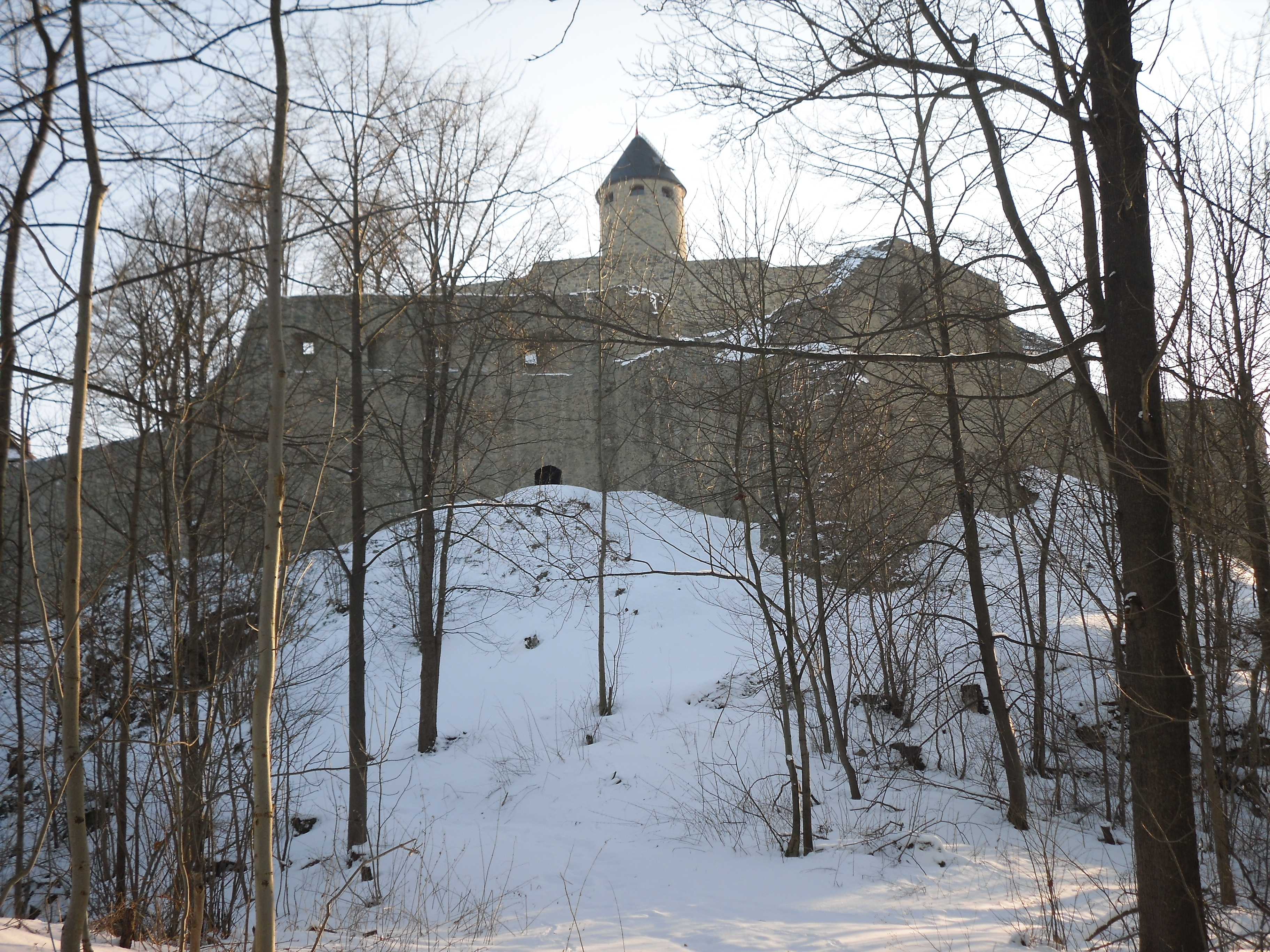
Nordostansicht der Burg

Jedes Jahr im September findet in der Altstadt und in der Ruine der Burg ein mittelalterliches Burgfest statt.
Die Organisation übernehmen in zweijährigem Wechsel die Burgfreunde Lichtenberg e. V. und BurgKultur Lichtenberg e. V. (2013).
Das 13. Burgfest am 7./8. September 2013 hatte etwa 8000 Besucher.

### Bauwerke
Der Friedrich-Wilhelm-Stollen bei Blechschmidtenhammer ist heute ein Besucherbergwerk.
In dem bis 1945 genutzten Bahnhof befindet sich das Informationszentrum Blechschmidtenhammer des Naturparks Frankenwald.
Die Burgruine am Waldenfelsplatz dominiert das Stadtbild. Viele Gebäude der Altstadt stammen aus dem Mittelalter und stehen unter Denkmalschutz.

### Erholungszentrum am Frankenwaldsee
Südlich von Lichtenberg liegt der Frankenwaldsee. Das Erholungszentrum am Ufer des Sees bot vielfältige Freizeitmöglichkeiten: ein Strandbad mit Restaurant, die Mehrzweckhalle, den Campingplatz und das Feriendorf. Da die Stadt Lichtenberg die Wartungskosten für das Erholungszentrum nicht bestreiten kann, ist es seit dem Jahr 2000 nicht mehr in Betrieb. Das Gebäude wurde 2020 abgerissen und der Platz neu gestaltet.

## Wirtschaft und Infrastruktur

### Verkehr
Der Bahnhof Lichtenberg (Ofr) im Gemeindeteil Blechschmidtenhammer lag an der Bahnstrecke Triptis–Marxgrün. Der bayerische Teil ist stillgelegt.
Die Staatsstraße 2195/K 563 führt nach Marxgrün (2,9 km südlich)  bzw. über Lichtenbrunn nach Bad Lobenstein (8 km nördlich). Die Staatsstraße 2196/L 1093 führt nach Bad Steben (2,8 km südwestlich) bzw. nach Blankenstein (2,6 km nordöstlich). Eine Gemeindeverbindungsstraße führt nach Blechschmidtenhammer zur St 2196 (1,4 km nordöstlich).

### Ansässige Unternehmen
- Die Firma LIROS (Lichtenberg Rosenberger, ehemals Rosenberger Tauwerk GmbH) hatte bis 2011 in Lichtenberg ihren Sitz. Nach dem Umzug der Hauptproduktion in die nahegelegene Gemeinde Berg wurde mit der Umfirmierung in LIROS GMbH der Firmensitz nach Berg verlegt.[42] In Lichtenberg verbleibt ein Zweigwerk.
- Hans Schmidt Werbeverpackungen[43]
- In der Brauerei Sonnenbräu in der Nailaer Straße wird seit 1904 Bier gebraut. Spezialitäten sind das „Raubritter dunkel“ und das „Raubritter Malz“.

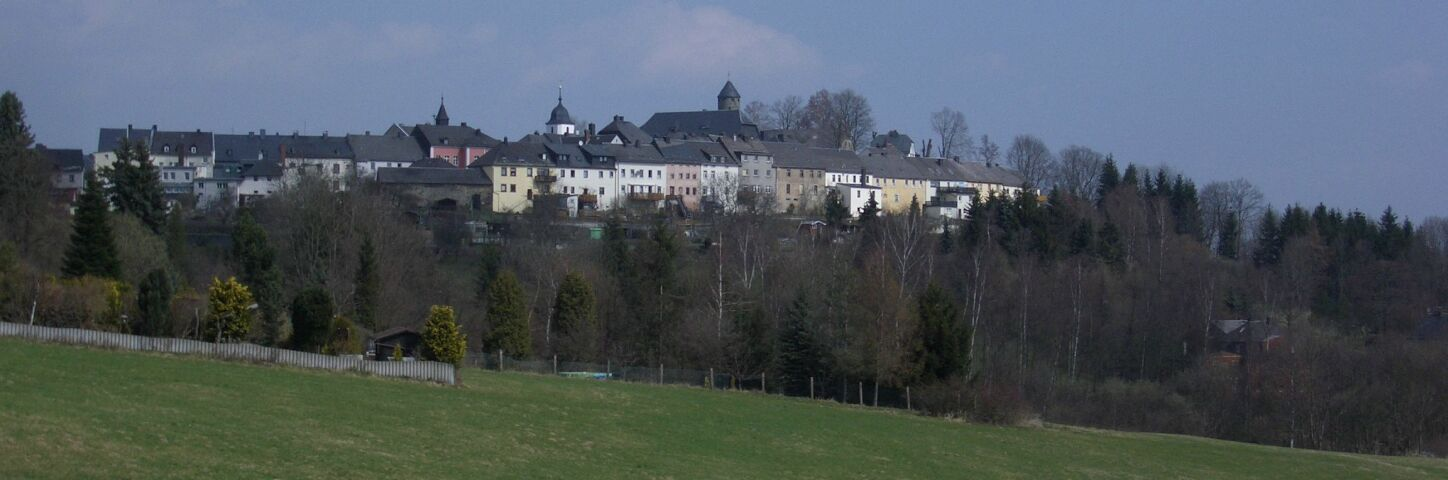
Stadtansicht der Lichtenberger Altstadt von Süden, Turmspitzen von links: Rathaus, Johannes-Kirche, Bergfried

## Persönlichkeiten

### Ehrenbürger
- Henri Marteau (1874–1934), Violinist und Komponist
- Otto von Waldenfels (1889–1974), Königl. bayr. Rittmeister a. D., Staatsarchivdirektor a. D.

### Sohn der Stadt
- Erhard Bodenschatz (1576–1636), Pastor, Kantor und Komponist.

### Personen, die mit der Stadt in Verbindung stehen
- Caspar von Waldenfels (um 1380–1441), Hauptmann auf dem Gebirge, erwarb Lichtenberg 1427.
- Hans von Waldenfels († 1470), Sohn Caspars, löste die Waldenfelser Fehde aus.
- Fritz von Waldenfels († 1450), Sohn Caspars, löste die Waldenfelser Fehde aus.
- August Greim (1895–1975), Politiker (NSDAP), Reichstagsmitglied.
- Rudolf von Waldenfels (* 1965), Schauspieler und Schriftsteller.
- Peggy Knobloch (1992–2001), Mordopfer, verschwand 2001 als neunjähriges Mädchen in Lichtenberg.
- Kristan von Waldenfels (* 2000), Bürgermeister Lichtenbergs (seit 2020) und Landtagsabgeordneter (seit 2023)

## Filme
- Höllental – Der Fall Peggy. Sechsteilige True-Crime-Doku-Serie des ZDF, Deutschland 2021. Regie und Drehbuch: Marie Wilke, sechs Teile à ca. 45 Minuten. Mehrteilige Dokumentation und detaillierte Rekonstruktion der Ereignisse rund um das Verschwinden der neunjährigen Peggy Knobloch im Mai 2001 in Lichtenberg sowie über die jahrelangen Ermittlungs- und Gerichtsverfahren im gleichnamigen Kriminalfall. Benannt nach dem gleichnamigen Höllental im Frankenwald um Lichtenberg.[44]